# Koyaanisqatsi
Koyaanisqatsi ([ˈkɔɪɑːnɪsˌkɑːtsiː]), cunoscut și ca Koyaanisqatsi:  Life out of Balance, este un film din 1983 regizat de Godfrey Reggio, cu muzica compusă de Philip Glass și imaginea de Ron Fricke.
Filmul se compune în principal din imagini încetinite și întoarceri în timp ale unor orașe și imagini ale naturii din SUA. Este un poem simfonic vizual care nu are nici dialog nici narațiune. În limba hopi, Koyaanisqatsi înseamnă "viață nebună", "viață ieșită din balanță", filmul implicând că omul modern trăiește în acest fel. 
Filmul este primul din Trilogia Qatsi, fiind urmat de Powaqqatsi (1988) și Naqoyqatsi (2002). 